# Kloster Sveti Jovan Bigorski

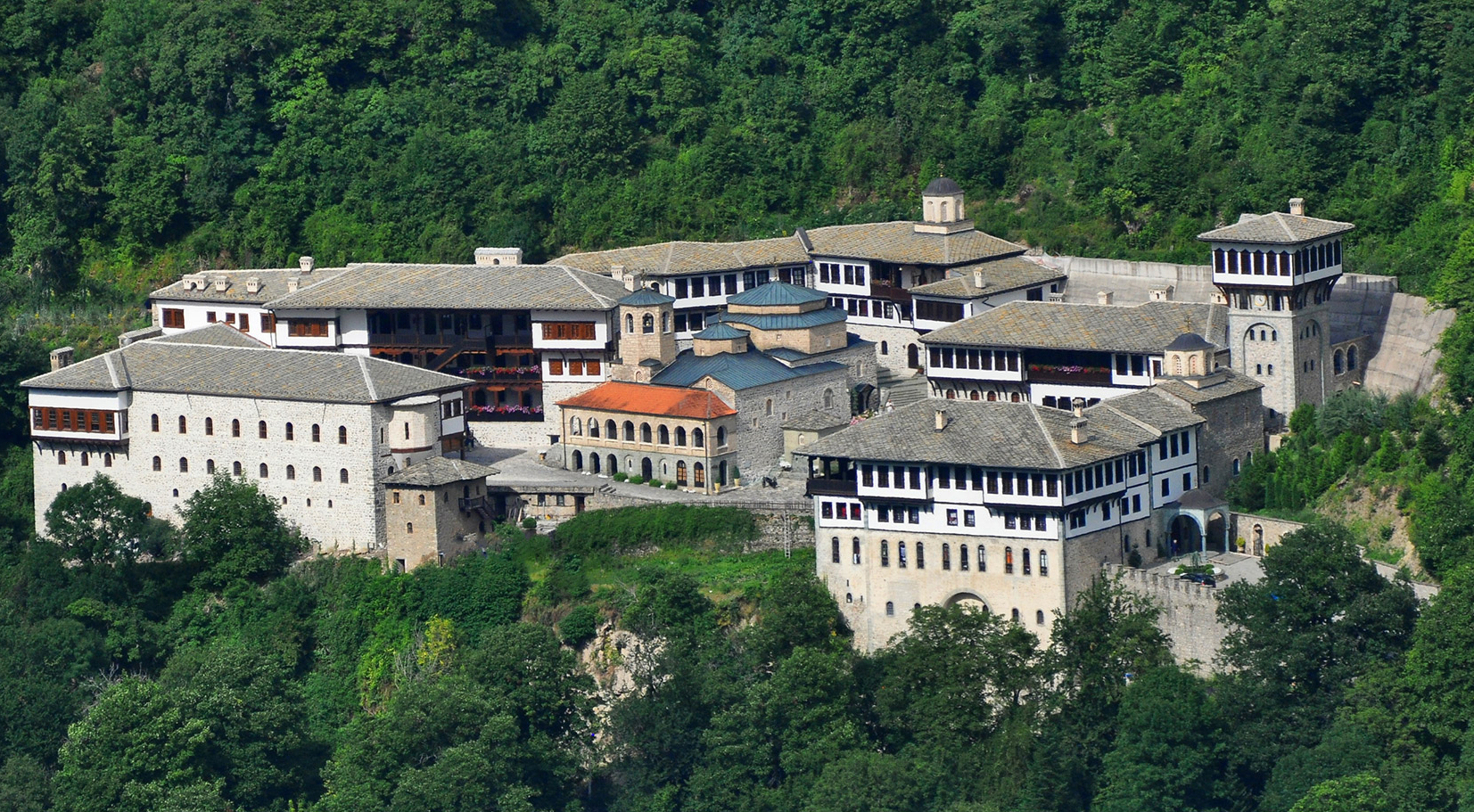
Gesamtansicht des Klosters Sveti Jovan Bigorski

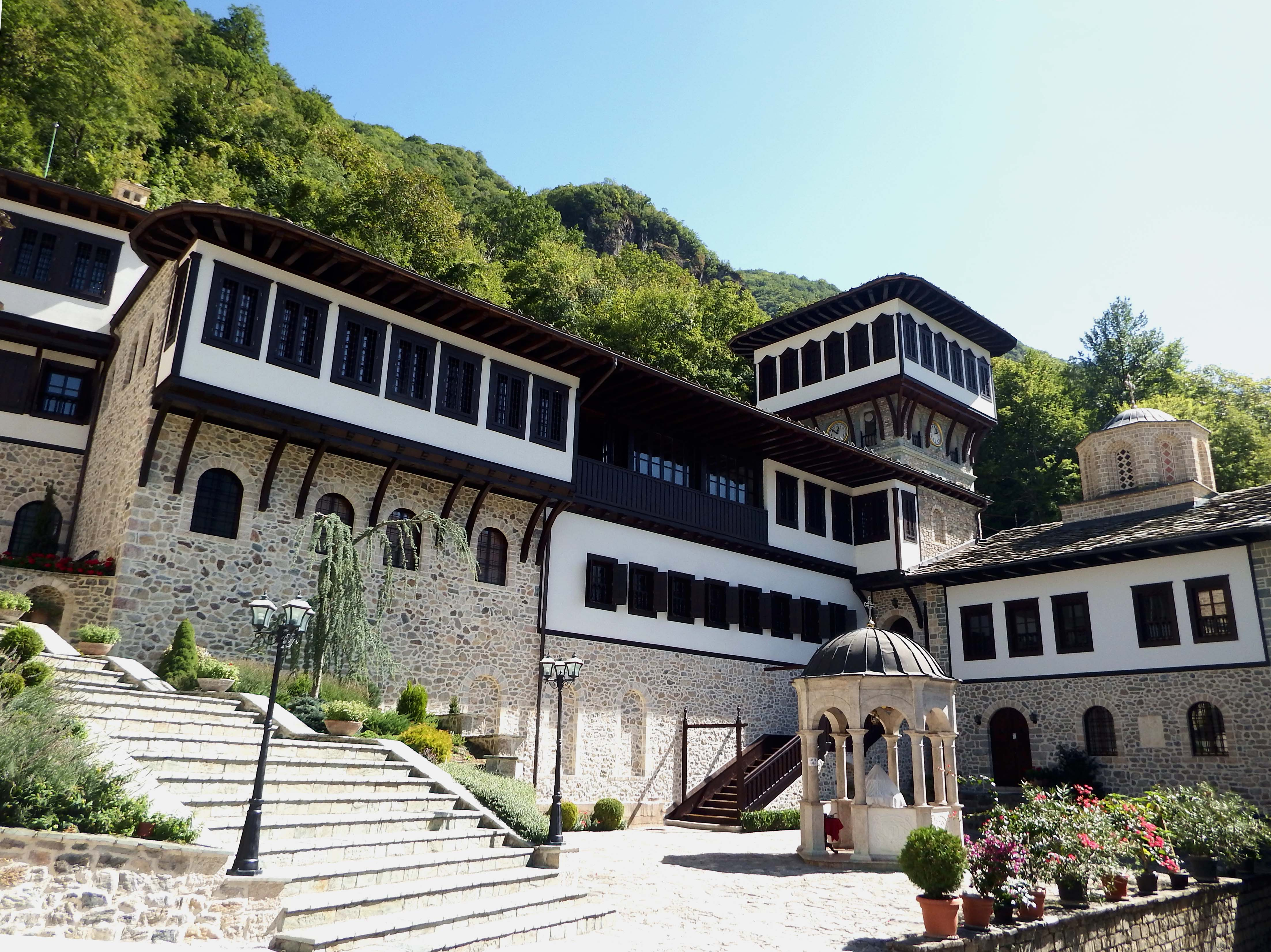
Im Klosterhof

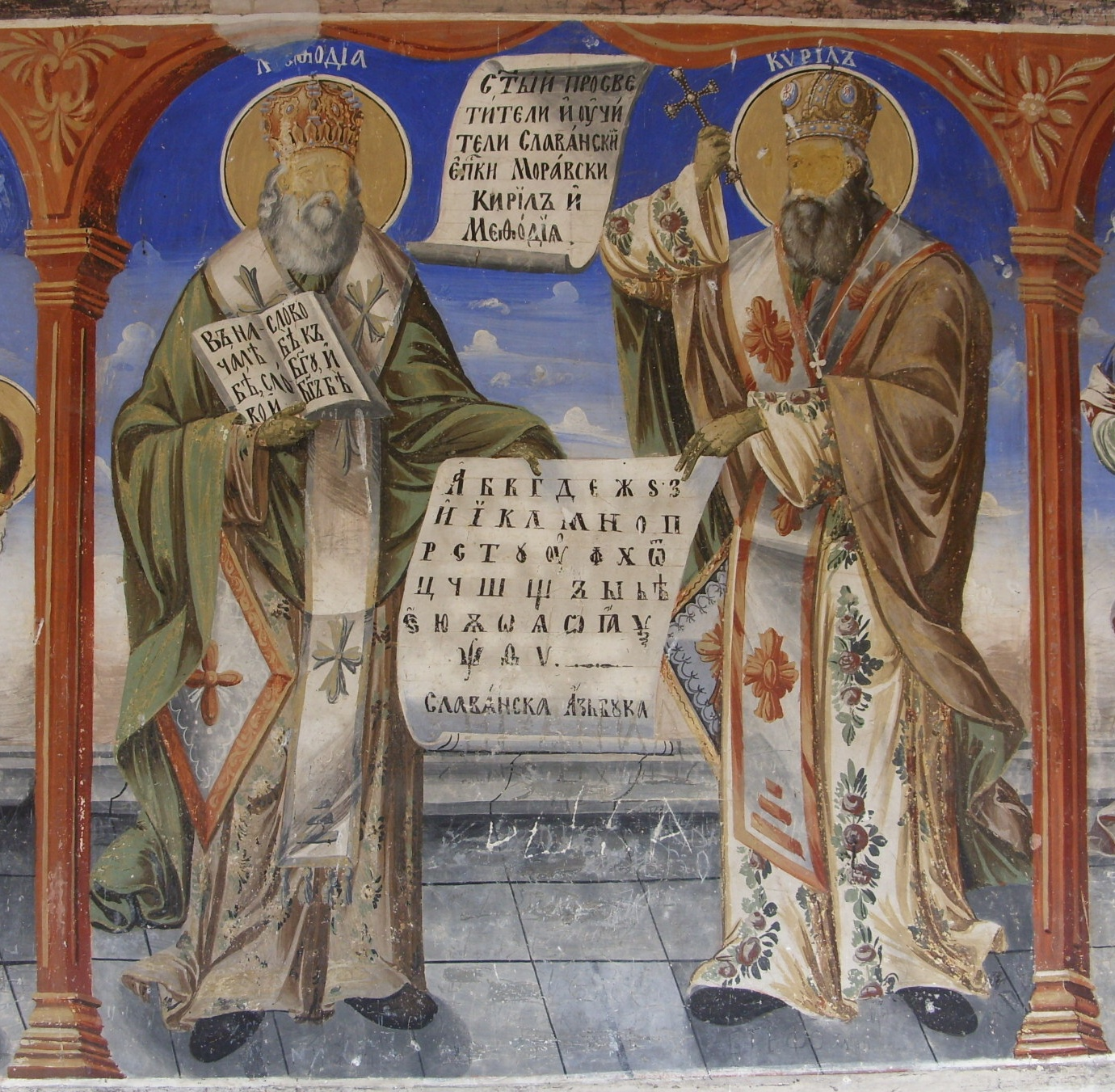
Darstellung der Heiligen Kyrill und Method an den Außenmauern der Kirche

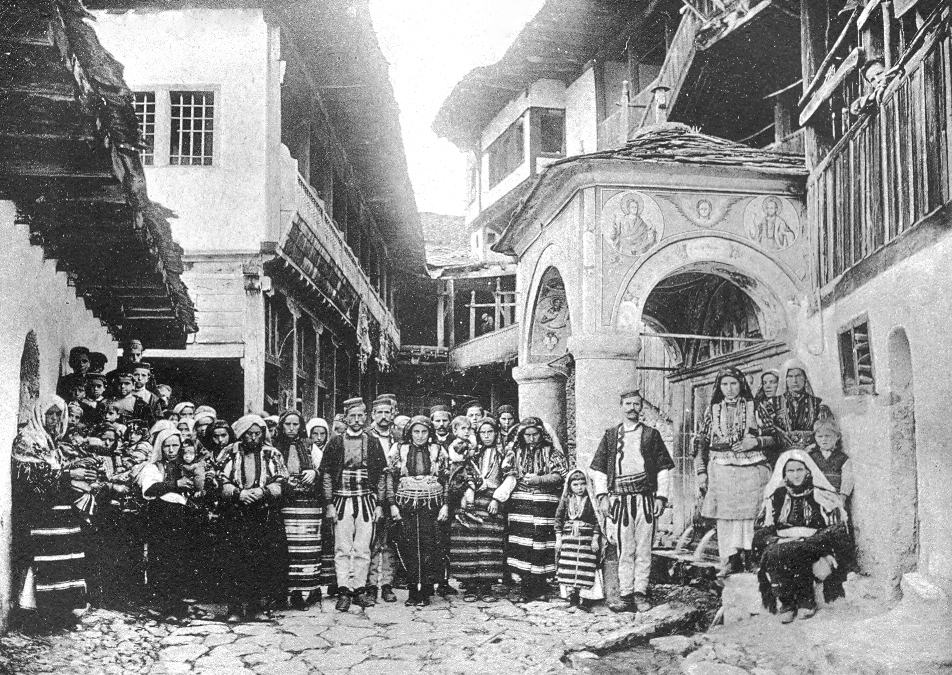
Gläubige im Kloster am Anfang des 20. Jahrhunderts

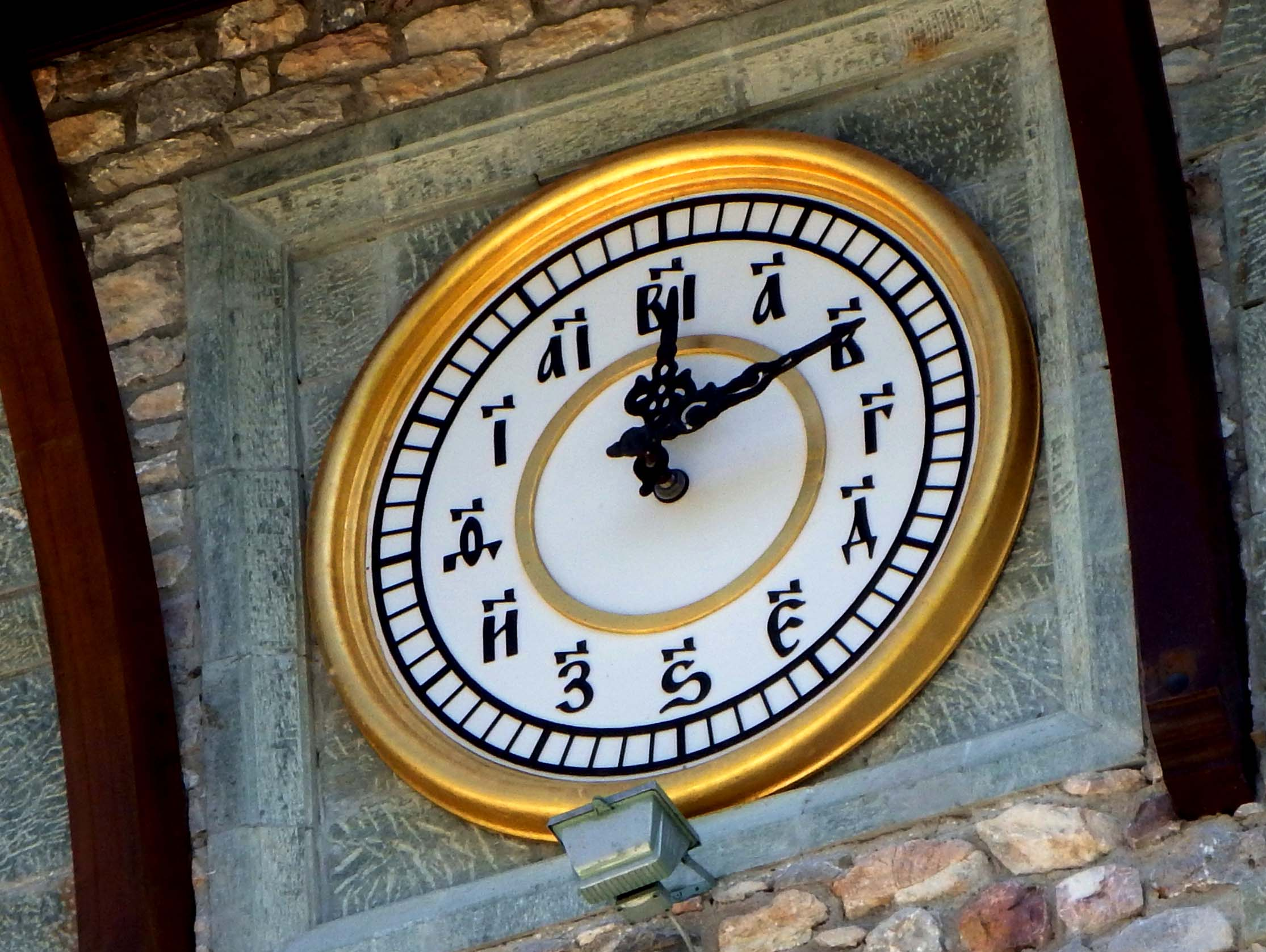
Kyrillische Zahlen an der Turmuhr

Das Kloster Sveti Jovan Bigorski (mazedonisch Манастир Свети Јован Бигорски) ist ein im Jahr 1020 gegründetes orthodoxes Kloster im Westen der Republik Nordmazedonien.
Ihr guter baulicher Zustand sowie eine große sechsreihige und holzeingefasste Ikonostase und eine dreireihige Galerie orthodoxer Heiliger und biblischer Motive an der Außenwand der Klosterkirche machen es zu einer der wichtigsten kulturellen Sehenswürdigkeiten des Landes. Der Name des Klosters leite sich von Johannes dem Täufer ab, dem das Kloster geweiht ist. Der Beiname Bigorski leitet sich vom Tuffgestein (mazedonisch: bigor) ab, das als Baumaterial verwendet wurde. Der aktuelle Igumen des Klosters ist seit 1995 der mazedonische Bischof Partenij Antaniski.

## Lage
Das Kloster befindet sich an einem steilen Berghang in einem durch den Fluss Radika gebildeten Tal im Mavrovo-Nationalpark etwa 25 Kilometer nordöstlich der Stadt Debar.

## Geschichte
Das Kloster wurde im Jahr 1020 vom bulgarischen Geistlichen Jovan von Debar, das zu jener Zeit zum Erzbistum Ohrid der Bulgarisch-Orthodoxen Kirche gehörte, errichtet. Dieser stammte aus der Region um Debar und lebte als Asket entlang des Flusses Radika. In einem Wald sah Johann Debranin in der Nähe eines Brunnens nahe seiner Einsiedelei ein starkes und wundersames Licht zwischen den Bäumen, das sich wie eine Feuersäule in den Himmel erhob. Als er sich näherte, sah er eine nicht von Menschenhand geschaffene Ikone des Hl. Johannes dem Täufer. Erstaunt und überwältigt, begann er daraufhin mit dem Bau einer kleinen Kapelle. Nach einer anderen Überlieferung des Aufklärers Jordan Hadschikonstantinow, welche am 1. Januar 1859 in der Zeitung Zarigradski westnik veröffentlicht wurde, wird die Errichtung des Klosters dem Zaren Samuil zugeschrieben.
Mit der Eroberung der Region durch das Osmanische Reich wurde das Kloster in der Zeit des Sultans Selim (1512–1520) im 16. Jahrhundert zum großen Teil zerstört, lediglich eine kleine Kirche überstand die Zerstörung. Im Jahr 1743 begann der Wiederaufbau des Klosters.
Aufgrund der geographischen Lage war die Region und das Kloster zahlreichen Raubüberfällen ausgesetzt. 1814 beabsichtigte der lokale Stadtverwalter Debars Yusuf Bey das Kloster zu zerstören und zu einem Tekke umzuwandeln. Am 8. September des gleichen Jahres wurde er in einem Kampf verwundet und starb schließlich am 21. September. Während des Begräbnisses fielen ein starker Hagelsturm und Gewitter vom Himmel, welche zwanzig Leuten Yusuf Beys töteten. Dies wurde als Strafe Gottes gesehen, woraufhin man das Kloster unversehrt ließ.
Auch bei anderen Gläubigen genoss das Kloster hohes Ansehen, denn die Klostertüren standen Tag und Nacht für alle, die kamen, unabhängig von Religion oder Nationalität, offen. So erschien gegen Mitte des 19. Jahrhunderts einem türkischen Bey aus Albanien in einem Traum Johannes dem Täufer, der ihn ins Kloster Sveti Jovan Bigorski einlud, damit sein schwerkrankes Kind mit dem wundersamen Wasser des Klosters gewaschen werden sollte. Als der Bey gehorchte und daraufhin sein Kind auf wundersamer Weise geheilt worden war, schenkte er dem Kloster aus großer Dankbarkeit Olivenhaine in der Nähe von Elbasan, Mittelalbanien. Aus diesen Olivenhainen versorgte sich das Kloster lange Zeit mit Olivenöl, ehe es in den 1930er Jahren verkauft wurde.
Die Ikonostase entstand unter den Händen lokaler Künstler unter der Leitung von Petre Filipovski – Garkata (Debar Schule) in den Jahren 1829 bis 1835. Seit 1897 gehörte das Kloster erneut zur Bulgarisch-Orthodoxen Kirche.
An der Außenmauer der Klosterkirche befanden sich im Jahre 1871 noch die Fresken von den Heiligen Kliment von Ohrid, Naum von Ohrid, Ivan Vladislav, Kyrill und Method, Boris I. von Bulgarien und König Iwan Schischman. Während der serbischen Herrschaft in Vardar-Mazedonien wurden zwischen den Jahren 1913 bis 1941 ein Teil der Fresken samt Inschriften geändert und durch die serbischen Heilige wie Stefan Uroš III. Dečanski und Lazar Hrebeljanović ersetzt.
Im Jahre 1918 wurde der bulgarische Hegumen des Klosters Partenij brutal gefoltert und getötet, weil er sich weigerte, das Kloster als serbisch zu deklarieren. Er wurde in Stücke geschnitten und seine Leichenteile anschließend in den Fluss Radika geworfen.
Entsprechend der politischen Entwicklungen am Anfang des 20. Jahrhunderts kam das Kloster zur Serbisch-Orthodoxen Kirche, bevor es mit der Unabhängigkeit Mazedoniens zur Mazedonisch-Orthodoxen Kirche überging. Das Klosterleben erlosch mit dem Tod des Hegumenen Spiridon im Jahre 1948 und des neu etablierten kommunistischen Jugoslawien. Das Kloster wurde in der Zeit des Kommunismus stark vernachlässigt und wirkte verkommen, ehe es nach der Unabhängigkeit Nordmazedoniens zu einer Verbesserung kam. Zur alten Blüte fand das Kloster erst als 1995 der Hegumene Partenij das Kloster übernimmt und das Klosterleben erneuert.
Während eines verheerenden Feuers brannten 2009 die alten Gästehäuser aus. Der Wiederaufbau begann im Frühjahr 2010 mit dem Ziel, die Gebäude so nah wie möglich in ihrem ursprünglichen Stil wiederherzustellen.
Im November 2015 wurden die Mönche des Klosters nordmazedonienweit bekannt, als sie einen Mordfall aus der Zeit der Balkankriege aufklärten. Mönche des Klosters fanden die sterblichen Überreste von vier Mönchen in einer Höhle nahe Galičnik vor, die während der serbischen Herrschaft Vardar-Mazedoniens von serbischen Gendarmen ermordet worden sind.
Die heutige Klosterbruderschaft besteht neben den Hegumenen Partenij aus zweiundzwanzig Mönchen und sieben Novizen, die nach den Regeln der Mönchsrepublik Athos leben. Für Gäste, die sich in das Klosterleben integrieren wollen, gibt es ein Ende des 20. Jahrhunderts errichtetes Gästehaus. Um den hohen Andrang an Gläubigen und Besuchern zu bewältigen, wurde 2021 auf dem Gelände des Parkplatzes noch ein Gästehaus errichtet.

## Heilige Reliquien
Das Kloster verfügt über große Sammlung heiliger Reliquien, darunter von Johannes der Täufer, Kliment von Ohrid, Lazarus von Bethanien, Stephanus, Nikolaus von Myra, Barbara von Nikomedien, Paraskeva von Rom, Tryphon, Agatangel von Bitola sowie ein Teil des heiligen Kreuzes.
Als weiteres Heiligtum des Klosters gilt eine Ikone von Johannes dem Täufer, die aus dem Jahre 1020 datiert. Gläubige schreiben ihr eine wundersame Heilkraft zu.